# Hohennauener-Ferchesarer See
Der Hohennauener-Ferchesarer See ist ein sich von Osten nach Westen erstreckender Binnensee im Land Brandenburg im Landkreis Havelland.
Der langgestreckte See umfasst den Ferchesarer See im Osten und den Hohennauener See im Westen. Der mittlere Abschnitt ist auch als Semliner See bekannt. Der See ist durch den Hohennauener Kanal, einem Teilabschnitt des Großen Havelländischen Hauptkanals, nach Westen mit der Havel (bei km 111,84) verbunden. In den Hohennauener See mündet bei Wassersuppe von Nordosten her der Große Havelländische Hauptkanal mit einem Altarm des Rhins, welcher noch immer Alter Rhin beziehungsweise Rhin genannt wird. Dieser Lauf führt jedoch, seitdem im frühen 18. Jahrhundert der Große Havelländische Hauptkanal angelegt und der Rhin weit nördlich zum Gülper See umgeleitet wurde, kein Rhinwasser, sondern ausschließlich Wasser des Havelländischen Luchs und der Havel. See und Kanal bilden die Hohennauener Wasserstraße (HnW), eine sonstige Binnenwasserstraße des Bundes, die zur Unteren Havel-Wasserstraße gehört. Zuständig ist das Wasserstraßen- und Schifffahrtsamt Spree-Havel. Der See ist 8,83 Kilometer lang und zwischen 300 und 900 Meter breit, der Kanal ist 1,57 Kilometer lang. Der Hohennauer See hat eine Fläche von 427 ha, auf den Ferchesarer See entfallen 97 ha.
Am östlichen („oberen“) Ufer des Sees liegen die Orte Ferchesar (Ortsteil der Gemeinde Stechow-Ferchesar), am Südufer Semlin (Ortsteil der Stadt Rathenow); am Nordufer liegen die Orte Wassersuppe und Hohennauen (Ortsteile der Gemeinde Seeblick).

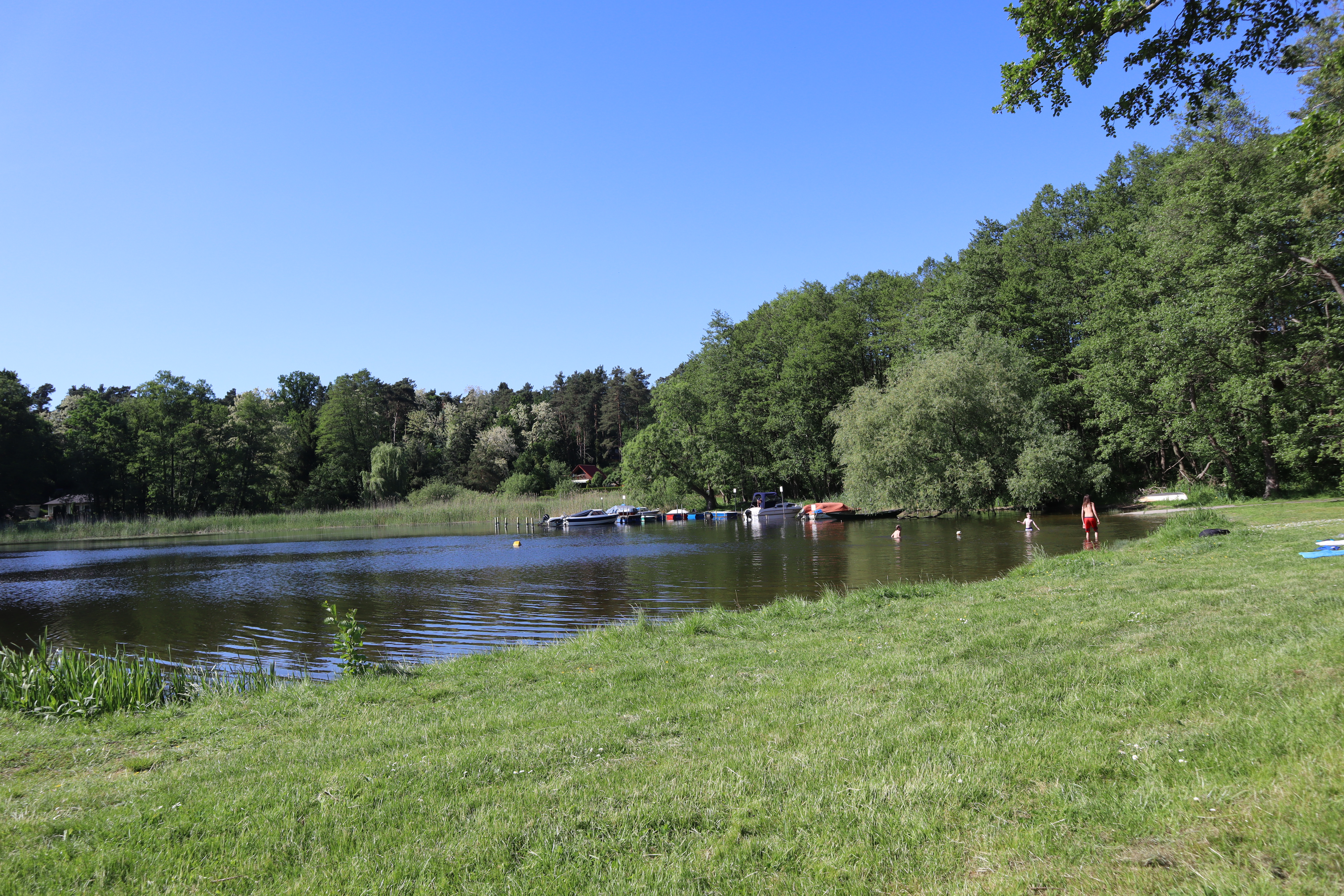
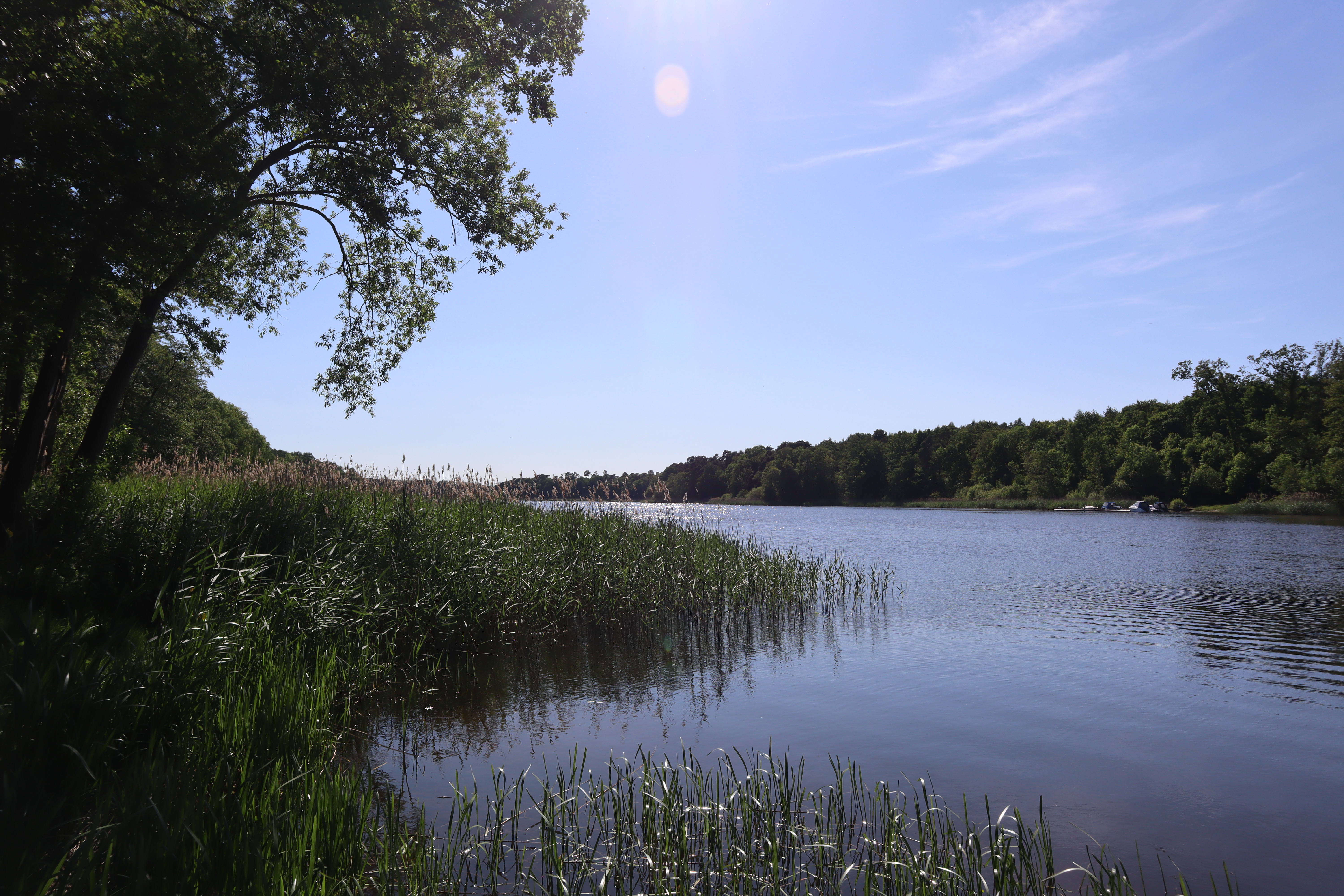
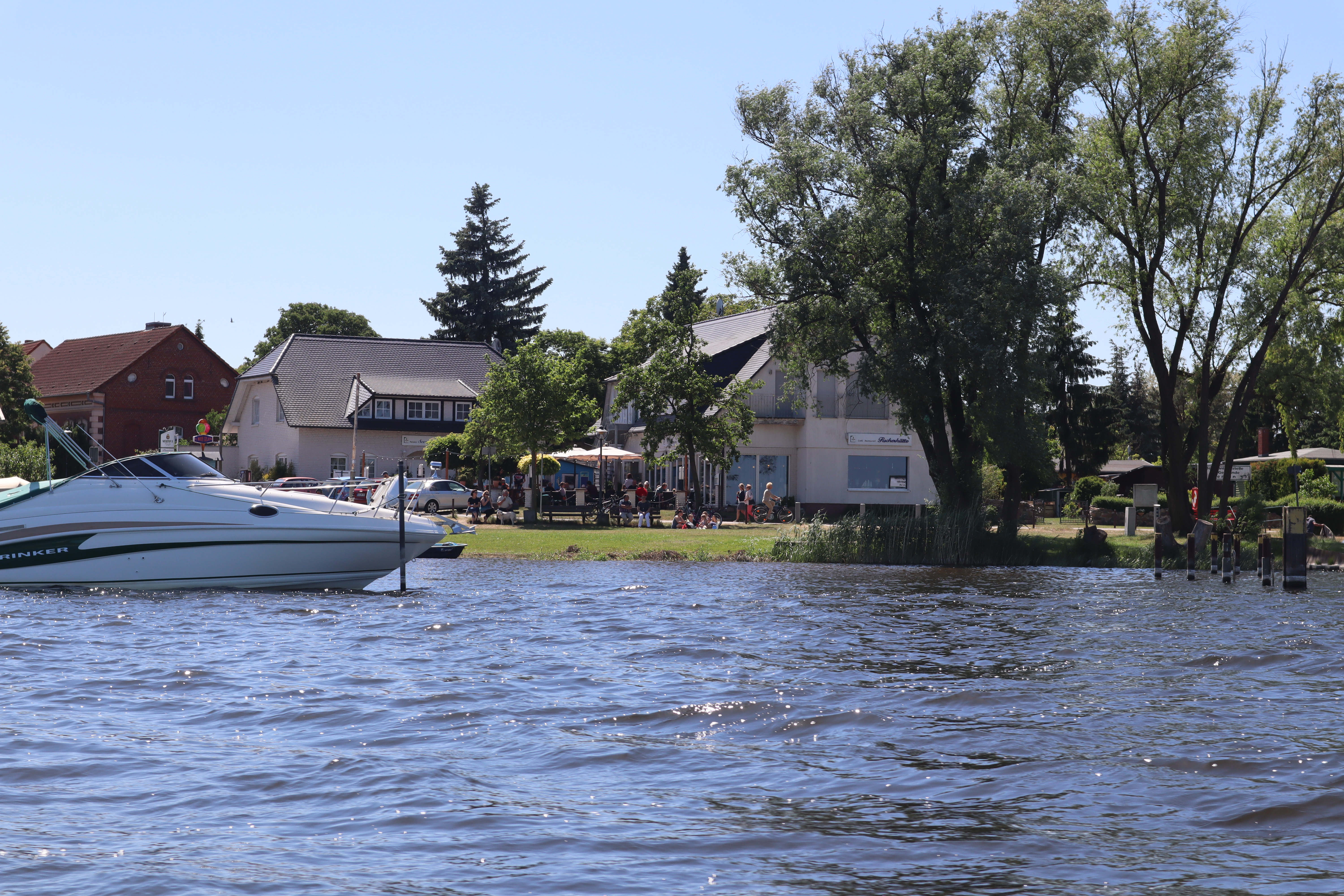